# Helligånds Sogn (Aarhus Kommune)
 For alternative betydninger, se Helligånds Sogn. (Se også artikler, som begynder med Helligånds Sogn)
Helligånds Sogn er et sogn i Århus Vestre Provsti (Århus Stift).
Inden Helligåndskirken blev indviet i 1984 var Helligånds Sogn allerede i 1975 udskilt fra Christians Sogn (Aarhus Kommune), der havde ligget i Aarhus købstad, som geografisk havde hørt til Hasle Herred i Aarhus Amt. Ved kommunalreformen i 1970 var købstaden blevet kernen i Aarhus Kommune.
I Helligånds Sogn findes følgende autoriserede stednavne:
- Staghøj (areal)